# Aleksander Kazimierz Wilczopolski
Aleksander Kazimierz Wilczopolski herbu Nieczuja – podczaszy owrucki w 1701 roku.
Konsyliarz województwa wołyńskiego w konfederacji sandomierskiej 1704 roku.